# Ponte de Figueiredo
A Ponte de Figueiredo, ou Ponte do Jatobá, como também é conhecida, é uma ponte rodoviária da BR-110, localizada na área urbana da cidade paraibana de Patos.
A ponte foi construída e inaugurada na década de 1950 e a administração é mantida pelo Departamento de Estradas de Rodagem (DER). O nome da ponte é uma homenagem a Argemiro de Figueiredo, um político paraibano, interventor estadual.

## Localização e importância econômica
A Ponte de Figueiredo é a principal ligação do centro de Patos aos bairros de Monte Castelo, Jatobá, Jardim Santa Cecília, Mutirão, Nova Conquista e Alto da Tubiba, além dos municípios ao sul da cidade, como os do Sertão norte de Pernambuco e os próprios municípios do sul da Região Metropolitana de Patos, como São José do Bonfim e Teixeira.
O seu intenso tráfego inclui diariamente veículos, caminhões, carroças, bicicletas, motos (com média de 12 a 15 mil por dia), além de milhares de pedestres.